# دولت رفاه

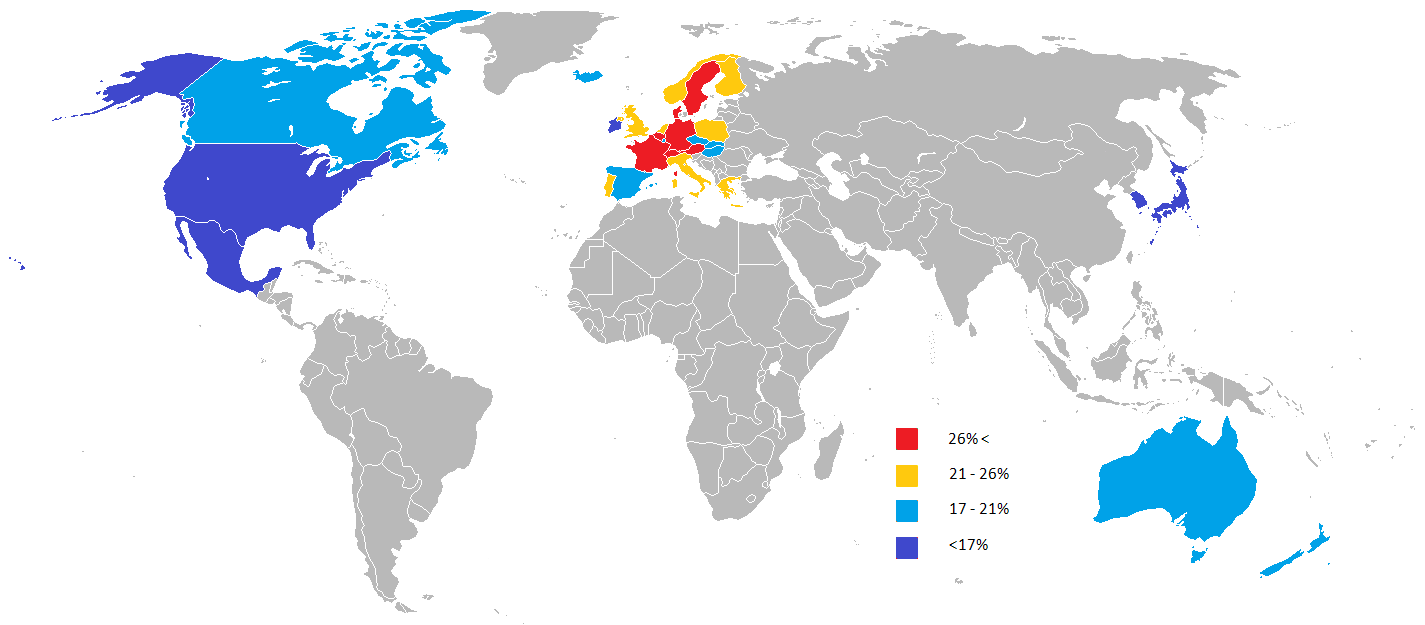
درصدی از درآمد ناخالص ملی که در هزینه‌های اجتماعی و رفاهی صرف شده‌است سازمان همکاری و توسعه اقتصادی، ۲۰۰۱

دولت رفاه (به انگلیسی: Welfare state)، دولتی است که در آن تأمین و بهبود رفاه عمومی وظیفه قانونی نهادهای قدرت است. در این نظام اقتصادی دولت به همه کسانی که به هر دلیل نتوانند هزینه‌های خود را تأمین کنند، یاری‌رسانی می‌کند. این کار از طریق پرداخت مستمری (حداقل درآمد) یا کمک‌های نقدی دیگر انجام می‌شود.
دولت رفاه به معنی وجود سیاست‌های سنجیده و هوشمندانه‌ای در زمینه تأمین دست کم حداقل استاندارد زندگی برای همه و ارتقای برابری در فرصت‌های زندگی است و در آن هیچ تردیدی در زمینه ضرورت تمرکز تمام توجه همه نهادهای رسمی بر تأمین خدمات همگانی وجود ندارد. در ادبیات موجود در زمینه دولت رفاه، تأکید بر دو اصل اساسی مورد ادعاست: تأمین خدمات رفاهی برای تضمین بقا در شرایط اقتصاد آزاد، و وجود دولت دموکراتیک.
در این نظام اقتصادی دولت وظیفه دارد که امکانات بهداشتی درمانی، بیکاری و بازنشستگی، تأمین مسکن و خدمات آموزشی و مانند آن را از زمان تولد تا مرگ برای همه شهروندان تأمین کند.
با این حال منتقدان معتقدند که در دولت رفاه، علاوه بر ایجاد نابرابری، انگیزه لازم برای فعالیت اقتصادی از شهروندان گرفته خواهد شد و همچنین حق دخالت دولت در همهٔ عرصه‌های زندگی شهروندان و تنگ‌شدن حیطهٔ اختیار و آزادی شهروندان نتایج بدی برای جوامع نوین به دنبال خواهد داشت.

## تاریخچه

### پیدایش
دولت رفاه نهادی قرن بیستمی است که در کشورهای غربی شکل گرفت. با این حال ریشه‌های آن را باید در برنامه‌های بیمه همگانی بیسمارک، در دههٔ ۸۰ قرن نوزدهم میلادی جستجو کرد. بر اساس برنامهٔ رفاه اجتماعی بیسمارک، کارگران در مقابل تصادفات، بیماری، بیکاری و پیری بیمه می‌شدند.
بیسمارک زمانی که سفیر پروس در پاریس بود، از ناپلئون سوم، امپراتور فرانسه، آموخته بود که وفاداری شهروندان حتی به رژیمی اقتدارگرا نظیر امپراطوری روم را می‌توان با توزیع وسیع مستمری‌های اندک دولتی کسب کرد. زمانی که به وطن بازگشت، تلاش کرد که در آنجا نیز برنامه‌ای مشابه عملی کند. بیسمارک، با اعطای بیمهٔ اجتماعی به کارگران، امیدوار بود که نگرانی دولت در مورد رفاه آنان را نشان دهد. قصدش این بود که کارگران را از آغوش سوسیال دموکرات‌ها بیرون بکشد و به سوی نظامی که مشخصا غیر دموکراتیک یا لااقل غیر پارلمانی است هدایت کند. او این مستمری‌ها را به جای اختیارات سیاسی به مردم می‌داد، نه علاوه بر آنها.
در دههٔ ۱۹۳۰، به خاطر اعتقاد به این که فقط نیروهای چپ قادر به ارائه راه حلی برای مقابله با سختی و بدبختی‌هایی هستند که در اثر بروز بحران اقتصادی دامن‌گیر مردم در جوامع صنعتی شده بود و همچنین فقر گسترده، گرسنگی و بیماری‌های همه‌گیر میلیون‌ها انسان را به سوی ناامیدی کشانده بود و به نظر می‌رسید که توده‌های بیچاره می‌توانند با شورش‌هایی مهارناپذیر نظام سرمایه‌داری و دولت‌های موجود در کشورهای صنعتی را سرنگون سازند؛ بنابراین ایدهٔ تأمین رفاه همگانی، در کشورهای صنعتی پدید آمد. این دوره از سویی با تشدید تبلیغات احزاب کمونیستی، افزایش بیکاری و بروز اعتصابات کارگری گسترده و ازسوی دیگر با تشدید تنش‌های بین‌المللی و بحران مناسبات اقتصادی و سیاسی دولت‌های صنعتی در عرصهٔ جهانی همراه بوده‌است.

### توسعه
بیمه‌های اجتماعی دوران بیسمارک با توجه به هدف آن یعنی تقویت وفاداری کارگران به نظام اجتماعی و سیاسی، بیشتر تنها کارگران صنعتی را پوشش می‌داد. الگوی اقتصادی بیسمارک به سرعت در اروپا رواج یافت.
دولت رفاه به معنای امروزی برای نخستین بار در کشورهای اسکاندیناوی پایه‌ریزی شد. خدمات رفاهی که در این کشورها از دههٔ ۱۹۳۰ آغاز شده و تا پس از جنگ جهانی دوم نیز ادامه داشت، رو به گسترش داشت. در این کشورها نخبگان و الیت‌های سنیت به مرور حذف و سیاست‌های توزیع برابر ثروت زمینه‌چینی می‌شد. طیف وسیعی از برنامه‌های دولتی مانند بیمه عمر و مزایا برای همه شهروندان، مشخصهٔ اصلی نظام اقتصادی کشورهای اسکاندیناوی به‌شمار می‌آمد.

### افول دولت رفاه
شکوفایی دولت رفاه تا حدود دههٔ ۱۹۷۰ ادامه داشت. اما این شکوفایی دیری نپایید و با آغاز بحران‌های اقتصادی که رکود اقتصادی، افزایش بیکاری و فشارهای پولی و تورمی در آمریکا و اروپا را به دنبال داشت دچار افول شد.
بحران دههٔ هفتاد، برنامه‌های دولت رفاه را نیز زیر سؤال برد. به این ترتیب دخالت دولت در اقتصاد و کنترل دولتی کم‌کم کاهش یافت و شرکت‌های چندملیتی و بنگاه‌های غیردولتی جایگزین آن شدند و خصوصی‌سازی رشد یافت. علت این امر آن بود که در پس دولت رفاه نگاه و بینش روشنی وجود نداشت در حالی که نگرش نولیبرال که منتقد دولت رفاه بود به سرمایه‌داری اتکا داشت. در مجموع می‌توان خصلت توده‌وار دولت رفاه، کارکردهای کنترلی، بی‌توجهی به آزادی‌های فردی و بحران اقتصادی را دلایل پایان‌بخش عصر دولت رفاه دانست.
بر اساس گفته‌های تحلیلگران حتی در کشورهای اسکاندیناوی که پرچم‌داران دولت رفاه بوده‌اند نیز، تغییر در نگرش رای‌دهندگان آغاز شده‌است و در سال ۲۰۰۶، رای‌دهندگان سوئدی سوسیال دموکرات‌ها را از دولت برکنار کردند و یک ائتلاف راست
میانه را که قول کاهش مالیات‌ها و مزایای رفاهی را می‌داد، بر سر کار آوردند.

## نقد دولت رفاه
منتقدان دولت رفاه معتقدند که مردمان بهره‌ور از چنین دولتی کم‌کارتر می‌شوند و پشتگرمی آنان به کار و کوشش خویش کمتر می‌شود، و امکان گزینش شخصی چنان تنگ و نظارت دولت چنان فراگیر می‌شود که شکل تازه‌ای از بردگی پدید می‌آید؛ بنابراین حق دخالت در همهٔ عرصه‌های زندگی شهروندان توسط دولت و تنگ‌شدن حیطهی اختیار و آزادی شهروندان نتایج بدی برای جوامع نوین به‌دنبال داشت.
اندیشمندان مکتب اتریش و به ویژه لودویگ فن میزس به عنوان منتقدان جدی دولت رفاه شناخته شده‌اند.

### دولت رفاه در کشورهای اسکاندیناوی
سوئد اغلب به عنوان یک نمونه موفق دولت رفاه برشمرده شده‌است. با این حال منتقدان می‌گویند اگر سوئد مدل آزاد را انتخاب کرده بود شرایط بهتری داشت.
به گفته منتقدان جامعهٔ همگن سوئد حتی پیش از گسترش دولت رفاه هم جامعه‌ای برابری‌طلب بود که مشکلات اجتماعی اندکی داشت. اغلب این نکته را فراموش می‌کنند که در ۱۹۵۰ سوئد در مقایسه با ایالات متحدهٔ امروز مالیات‌های پایین‌تر و موانع تجاری کمتری داشت و سوئدی‌هایی که در سن کار بودند نیز ساعات بیشتری کار می‌کردند؛ و نیم قرن پیش از گسترش دولت رفاه هم، توزیع ثروت و درآمد یکنواخت در سوئد همان‌طور بود که امروزه هست.
در دهه‌های ۱۹۵۰ و ۱۹۶۰، مهاجران به خوبی در جامعهٔ سوئد جذب می‌شدند. نرخ اشتغال مهاجران در ۱۹۵۰، بیست درصد بیشتر از نرخ اشتغال آنهایی بود که اصلیت سوئدی داشتند. نیم قرن بعد، در دوران بلوغ دولت رفاه، این تصویر به‌طور چشمگیری دگرگون شده‌است. بنا به آخرین ارقام، تنها ۴۸ درصد از مهاجرانی که اصالت غربی ندارند، صاحب حرفه‌ای درآمدزا هستند، که این میزان ۳۰ درصد کمتر از نرخ متوسط است. این دسته افراد که تبارشان مثلاً به ترکیه، شیلی، یوگسلاوی سابق، خاورمیانه، و شمال آفریقا می‌رسد نه برابر بیشتر از خود سوئدی‌ها به برنامه‌های رفاهی دولت وابسته هستند. مالیات‌های بالا، بازار کار کنترل‌شده، بالاترین حداقل دستمزدهای تحمیل‌شده توسط اتحادیه‌های کارگری، و برنامه‌های پرهزینهٔ پرداخت‌های انتقالی، در کنار هم، مهاجران را به‌طور مؤثری از ورود به بازار کار بازداشته‌است.
سال گذشته، OECD به سوئد توصیه کرد که برای حل مشکل بیکاری مهاجران اصلاحاتی را در برنامه‌های رفاهی و بازار کار به اجرا گذارد. توصیه‌های سیاست‌گذاری OECD آسان‌سازی اساسی قوانین امنیت شغلی، انعطاف‌پذیری بیشتر دستمزدها، و کاهش قابل‌توجه میزان مزایای رفاهی را در بر می‌گیرد. اتحادیه‌های قدرتمند کارگری و نخبگان روشنفکر چپگرای سوئد با این اصلاحات مخالفت کردند.
البته نرخ بیکاری بالا در میان مهاجران محدود به سوئد یا اسکاندیناوی نیست. در سراسر اروپا، دولت‌ها دریافته‌اند که سیاست‌های نیک‌اندیشانهٔ بیمهٔ اجتماعی، به‌خصوص در میان مهاجران، منجر به طولانی شدن اتکای افراد به برنامه‌های رفاهی می‌شود. بلژیک در میان کشورهای اروپایی دارای بیشترین اختلاف بین نرخ اشتغال مهاجران و نرخ اشتغال ساکنان بومی می‌باشد. تصاویر خودروهای مشتعل در حومه‌های پاریس که به سراسر دنیا مخابره شد، مشکلات اجتماعی و اقتصادی‌ای را که فرانسه با جمعیت مهاجران سرکش خود دارد، نشان می‌دادند.
موانع عظیم بر سر ورود مهاجران به بازار کار موجب شده‌است که بسیاری از مهاجران در اروپا دیگر چندان به کسب مهارت‌های زبانی و حرفه‌ای اهتمام نورزند. این امر کاملاً خلاف آن چیزی است که در آن سوی اقیانوس اطلس می‌گذرد. برای مثال، در سال ۲۰۰۰، درآمد متوسط خانواده‌های ایرانی مقیم ایالات متحده ۴۲ درصد بیشتر از درآمد متوسط خانواده‌های آمریکایی بود. این در حالی است که درآمد مهاجران ایرانی مقیم سوئد ۳۹ درصد کمتر از متوسط کل کشور است.
نرخ بالای بیکاری نه تنها منابع عمومی را به شدت مصرف می‌کند، بلکه کارآمدترین راه جذب شدن تازه‌واردان را به کشور جدید از بین می‌برد. اعتیاد دائمی به کمک‌های رفاهی اثرات طولانی‌مدت و زیان‌باری بر جوامع مهاجران و شکل‌گیری هنجارهای آن‌ها دارد.

## دولت رفاه در جمهوری اسلامی ایران
در قانون اساسی جمهوری اسلامی ایران اصول متعددی به مبانی دولت رفاه اشاره دارد:
۱- تأمین نیازهای اساسی: بند یک اصل۴۳ قانون اساسی، اقتصاد جمهوری اسلامی ایران را براساس ضوابطی استوار می‌سازد که یکی از آن‌ها تأمین نیازهای اساسی مردم مانند مسکن، خوراک، پوشاک، بهداشت، درمان، آموزش و پرورش و امکانات لازم برای تشکیل خانواده برای همه‌است. از اصول اولیه و مبانی دولت رفاه این است که حداقل امکانات رفاهی برای شهروندان فراهم گردد و نیازهای اساسی آن‌ها تأمین شود تا بتوانند با همین حداقلها گذران زندگی بکنند، بند یک اصل ۴۳ قانون اساسی به خوبی به این موضوع اشاره داشته و اصل سی و یکم نیز بر همین نکته تکیه دارد.
1. آموزش و پرورش رایگان: بند دوم اصل سوم قانون اساسی، آموزش و پرورش رایگان در تمام سطوح و تسهیل و تعمیم آموزش عالی را از اهداف دولت جمهوری اسلامی ایران می‌داند. همچنین در اصل سی ام قانون اساسی تأکید شده‌است که دولت موظف است وسایل آموزش و پرورش رایگان برای همه ملت تا پایان دوره متوسطه فراهم آورد و وسایل تحصیلات عالی را تا سر حد خودکفایی کشور به‌طور رایگان گسترش دهد. اکنون بسیاری از مراکز آموزشی بدون اخذ شهریه ثبت نام نمی‌کنند. حتی مراکزی که اساساً رایگان تأسیس شده‌اند از دانش آموزان مبالغی تحت عنوان خودیاری …. طلب می‌کنند.
2. اصل بیست و نهم قانون اساسی مقرر می‌دارد: «برخورداری از تأمین اجتماعی از نظر بازنشستگی، بیکاری، پیری، از کار افتادگی، بی سرپرستی، در راه ماندگی، حوادث و سوانح و نیاز به خدمات بهداشتی و درمانی و مراقبتهای پزشکی به صورت بیمه و غیره، حقی است همگانی، دولت مکلف است طبق قوانین از محل درآمدهای عمومی و درآمدهای حاصل از مشارکت مردم، خدمات و حمایت‌های مالی فوق را برای یک یک افراد کشور تأمین کند. البته بعلت مشکلات اقتصادی حمایت و پشتیبانی دولت از مخاطبان { بازنشستگان } در حد مطلوب نیست.